# Alpine Ski-Juniorenweltmeisterschaften 1985
Die 4. Alpinen Ski-Juniorenweltmeisterschaften fanden vom 28. Februar bis 3. März 1985 in Jasná in der damaligen Tschechoslowakei statt.

## Männer

### Abfahrt
| Platz | Land | Sportler           | Zeit (min) |
| ----- | ---- | ------------------ | ---------- |
| 1     | ITA  | Giorgio Piantanida | 1:18,01    |
| 2     | FRG  | Hansjörg Tauscher  | 1:18,20    |
| 3     | AUT  | Patrick Ortlieb    | 1:18,84    |
| 4     | ITA  | Luigi Colturi      | 1:19,03    |
| 5     | AUT  | Bernd Stöhrmann    | 1:19,08    |
| 6     | SWE  | Enthony Sere       | 1:19,27    |

Datum: 28. Februar

### Riesenslalom
| Platz | Land | Sportler         | Zeit (min) |
| ----- | ---- | ---------------- | ---------- |
| 1     | YUG  | Robert Žan       | 2:17,55    |
| 2     | AUT  | Bernd Stöhrmann  | 2:18,68    |
| 3     | AUT  | Johann Hofer     | 2:19,20    |
| 4     | BUL  | Dimiter Angelow  | 2:19,44    |
| 5     | AUT  | Rainer Salzgeber | 2:19,91    |
| 6     | AUT  | Richard Kröll    | 2:20,27    |

Datum: 2. März

### Slalom
| Platz | Land | Sportler              | Zeit (min) |
| ----- | ---- | --------------------- | ---------- |
| 1     | AUT  | Rainer Salzgeber      | 1:42,82    |
| 2     | YUG  | Sašo Robič            | 1:43,81    |
| 3     | SUI  | Paul Accola           | 1:44,80    |
| 4     | NOR  | Øivind Ragnhildstveit | 1:47,99    |
| 5     | JPN  | Keiji Oshigiri        | 1:48,46    |
| 6     | BUL  | Dimiter Angelow       | 1:48,66    |

Datum: 3. März

### Kombination
| Platz | Land | Sportler         |
| ----- | ---- | ---------------- |
| 1     | AUT  | Rainer Salzgeber |
| 2     | SUI  | Paul Accola      |
| 3     | FRG  | Berni Huber      |

Datum: 28. Februar/3. März
Die Kombination bestand aus der Addition der Ergebnisse aus Abfahrt, Riesenslalom und Slalom.

## Frauen

### Abfahrt
| Platz | Land | Sportlerin          | Zeit (min) |
| ----- | ---- | ------------------- | ---------- |
| 1     | AUT  | Astrid Geisler      | 1:22,12    |
| 2     | SUI  | Heidi Zurbriggen    | 1:22,41    |
| 3     | SUI  | Chantal Bournissen  | 1:22,54    |
| 4     | ITA  | Silvana Erlacher    | 1:22,70    |
| 5     | SUI  | Heidi Zeller-Bähler | 1:23,17    |
| 6     | USA  | Carter Payne        | 1:23,59    |

Datum: 28. Februar

### Riesenslalom
| Platz | Land | Sportlerin          | Zeit (min) |
| ----- | ---- | ------------------- | ---------- |
| 1     | AUT  | Anita Wachter       | 2:14,02    |
| 2     | SUI  | Heidi Zurbriggen    | 2:14,12    |
| 3     | YUG  | Katja Lesjak        | 2:14,26    |
| 4     | AUT  | Ingrid Salvenmoser  | 2:14,60    |
| 5     | SUI  | Heidi Zeller-Bähler | 2:17,24    |
| 6     | AUT  | Ulrike Maier        | 2:17,54    |

Datum: 1. März

### Slalom
| Platz | Land | Sportlerin         | Zeit (min) |
| ----- | ---- | ------------------ | ---------- |
| 1     | AUT  | Anita Wachter      | 1:40,47    |
| 2     | SUI  | Heidi Zurbriggen   | 1:40,62    |
| 3     | SUI  | Chantal Bournissen | 1:40,99    |
| 4     | AUT  | Ingrid Salvenmoser | 1:41,32    |
| 5     | ITA  | Silvana Erlacher   | 1:42,35    |
| 6     | YUG  | Katja Lesjak       | 1:42,57    |

Datum: 3. März

### Kombination
| Platz | Land | Sportlerin       |
| ----- | ---- | ---------------- |
| 1     | SUI  | Heidi Zurbriggen |
| 2     | AUT  | Anita Wachter    |
| 3     | ITA  | Silvana Erlacher |

Datum: 28. Februar/3. März
Die Kombination besteht aus der Addition der Ergebnisse aus Abfahrt, Riesenslalom und Slalom.

## Medaillenspiegel
| Platz | Land           | Gold | Silber | Bronze | Gesamt |
| ----- | -------------- | ---- | ------ | ------ | ------ |
| 1     | Österreich     | 5    | 2      | 2      | 9      |
| 2     | Schweiz        | 1    | 4      | 3      | 8      |
| 3     | Jugoslawien    | 1    | 1      | 1      | 3      |
| 4     | Italien        | 1    | –      | 1      | 2      |
| 5     | BR Deutschland | –    | 1      | 1      | 2      |